# Osmiopsis
Osmiopsis, monotipski rod  glavočika iz podtribusa Praxelinae, dio tribusa Eupatorieae. Opisan je 1975. godine. Jedina vrsta je O. plumerii.

## Opis
Osmiopsis uključuje jednu grmoliku vrstu poznatu s Haitija. Prema Kingu i Robinsonu (1987.), rod pokazuje kombinaciju svojstava koja bi bila u skladu s podrijetlom kao intersubtribalni hibrid između njihovih podtribusa Praxelinae i Critoninae, uključujući preklapajuće listolike brakteje u kombinaciji s kratkim, cilindričnim bazama vjenčića, kratkim dodacima prašnika i čvrste cipsele sa čvrstim čekinjama papusa.

## Sinonimi
- Chromolaena plumieri (Urb. & Ekman) R.M.King & H.Rob.; Phytologia 20: 209 (1970)
- Eupatorium plumieri Urb. & Ekman; Ark. Bot. 23a(11): 52 (1931)